# Ревье
Ревье́ (фр. Reviers) — коммуна во Франции, находится в регионе Нижняя Нормандия. Департамент коммуны — Кальвадос. Входит в состав кантона Крёлли. Округ коммуны — Кан.
Код INSEE коммуны — 14535.

## Население
Население коммуны на 2010 год составляло 564 человека.
| 1962 | 1968 | 1975 | 1982 | 1990 | 1999 | 2010 |
| ---- | ---- | ---- | ---- | ---- | ---- | ---- |
| 341  | 330  | 361  | 399  | 398  | 479  | 564  |

## Экономика
В 2010 году среди 391 человека трудоспособного возраста (15—64 лет) 295 были экономически активными, 96 — неактивными (показатель активности — 75,4 %, в 1999 году было 76,9 %). Из 295 активных жителей работали 263 человека (143 мужчины и 120 женщин), безработных было 32 (15 мужчин и 17 женщин). Среди 96 неактивных 37 человек были учениками или студентами, 39 — пенсионерами, 20 были неактивными по другим причинам.